# Ƥ
Cette page contient des caractères spéciaux ou non latins. S’ils s’affichent mal (▯, ?, etc.), consultez la page d’aide Unicode.
Ƥ (minuscule ƥ), parfois nommée P crosse ou P crocheté, est un P avec un crochet. C'est une lettre additionnelle de l'alphabet latin faisant partie de l'alphabet africain de référence de 1982. Elle est notamment utilisée dans l’écriture du sérère. Sa graphie minuscule est également parfois utilisée dans l'alphabet phonétique international pour représenter une consonne occlusive injective bilabiale sourde.

## Utilisation
Le p avec un crochet à droite a été utilisé comme abréviation de per en latin.

## Variantes et formes
| Majuscule | Minuscule | Description                                                         |
| --------- | --------- | ------------------------------------------------------------------- |
|           |           | Forme de la minuscule avec le crochet au-dessus de la panse du p.   |
|           |           | Forme de la minuscule avec le crochet sur le côte de la panse du p. |
|           |           | Forme de la minuscule avec le crochet au-dessus de la hampe du p.   |

## Représentations informatiques
La P crocheté peut être représenté avec les caractères Unicode suivantes :
| formes    | représentations | chaînes de caractères | points de code | descriptions                     |
| --------- | --------------- | --------------------- | -------------- | -------------------------------- |
| capitale  | Ƥ               | Ƥ                     | U+01A4         | lettre majuscule latine p crosse |
| minuscule | ƥ               | ƥ                     | U+01A5         | lettre minuscule latine p crosse |